# Eupithecia rerayata
Eupithecia rerayata là một loài bướm đêm trong họ Geometridae.